# St Benildus Chess Club
St Benildus Chess Club – irlandzki klub szachowy z siedzibą w Dublinie.

## Historia
Inicjatorem założenia klubu był Frank Scott. W roku szkolnym 1972/1973 był on nauczycielem w St Benildus Junior School, gdzie prowadził zajęcia szachowe. Od następnego roku szkolnego pracował w St Benildus Senior School. Od 1974 roku szkoła wystawiała drużyny w ligach Leinster Schools.  W 1978 roku Scott zorganizował symultanę z udziałem Wolfganga Heidenfelda. W 1989 roku rozpoczęto wystawianie drużyny St Benildus w ligach pozaszkolnych. W 1991 roku klub połączył się z Dundrum Chess Club. W 1992 roku uzyskał wicemistrzostwo National Club Championship, a w 1994 roku jedyny raz wygrał Armstrong Cup. W 2017 roku klub ponownie uzyskał wicemistrzostwo  National Club Championship. W tym samym roku St Benildus zadebiutował w Pucharze Europy. Irlandzki klub wygrał wówczas z Hatay Büyükşehir Belediyespor, zremisował z Víkingaklúbburinn i przegrał z Beşiktaşem JK, Vålerengą SK, Etelä-Vantaan Shakki, Adare Chess Club i Gambitem Bonnevoie. W klasyfikacji końcowej klub zajął przedostatnie, 35. miejsce. W kolejnych sezonach klub regularnie uczestniczył w Pucharze Europy (w 2018 roku zajął 61. miejsce, w 2019 – 65., w 2021 – 38., w 2022 – 70., w 2023 – 79., w 2024 – 83.). W 2023 roku zespół wygrał National Club Championship.